# Eckhard Petri
Eckhard Petri (* 1. Mai 1949; † 21. September 2019 in Schwerin) war ein deutscher Gynäkologe und Geburtshelfer.

## Leben
Eckhard Petri studierte 1967–1973 an der Johannes Gutenberg-Universität Mainz und der Ohio State University (1971) Medizin. Im Anschluss diente er als Arzt bei einer NATO-Einheit in Mannheim. 1975 begann er eine Ausbildung in Urologie unter Rudolf Hohenfellner, wechselte jedoch 1975 in die Frauenklinik zu Volker Friedberg, wo er seine Weiterbildung zum Facharzt für Gynäkologie und Geburtshilfe absolvierte. 1974 wurde er Mainz zum Dr. med. promoviert. Ebenfalls in Mainz habilitierte er sich 1984. Nach seiner Ernennung zum Privatdozenten wechselte er als Chefarzt an das Klinikum Idar-Oberstein, ein Akademisches Lehrkrankenhaus der Universitätsmedizin der Johannes Gutenberg-Universität Mainz, wo er die Frauenklinik bis 1992 leitete und ab 1989 auch Ärztlicher Direktor war. 1992 wurde er von der Universität Mainz zum apl. Professor ernannt. Im Juli des gleichen Jahres wechselte er an das Klinikum Schwerin. Neben seiner Tätigkeit als Chefarzt der Frauenklinik war Petri Leiter des interdisziplinären zertifizierten Brustzentrums, Leiter des Tumorzentrums mit Krebsregister, sowie Gründer und Leiter der interdisziplinären Palliativstation.
Zum 1. Januar 2011 wechselte er als Leiter des Fachbereichs Urogynäkologie an die Frauenklinik der Universität Greifswald. 2006 erhielt er eine Professur an der Prager Karls-Universität. Er war Ärztliches Mitglied der Schlichtungsstelle für Arzthaftpflichtfragen der norddeutschen Ärztekammern. Neben der gynäkologischen Onkologie und Palliativmedizin widmete sich Eckhard Petri vorrangig der Urogynäkologie. Er organisierte bereits in Mainz, später in Idar-Oberstein und in Schwerin urogynäkologische Fachtagungen. 1976 war er Gründungsmitglied der International Urogynecologic Association (IUGA), von 1982 bis 1990 deren Generalsekretär und von 1990 bis 1992 ihr Präsident. Er war Gründungsmitglied der Amerikanischen Urogynäkologischen Gesellschaft (AUGS) und von 1985 bis 1990 Mitglied im Board of Directors der Gesellschaft. 1982 war er Gründungssekretär, später Vorsitzender der Arbeitsgemeinschaft Urogynäkologie der Deutschen Gesellschaft für Gynäkologie und Geburtshilfe, der heutigen Arbeitsgemeinschaft für Urogynäkologie und Plastische Beckenbodenrekonstruktion (AGUB). Nach „unheimlich kurzer und schwerer Erkrankung“ starb Petri im Alter von 70 Jahren. Am 23. September 2019 erfolgte die Seebestattung vor Warnemünde.

## Ehrungen
- Gründungs-/Ehrenmitglied von Fachgesellschaften in Korea, Chile, Argentinien, Mexiko
- Ehrenmitglied der Gesellschaften für Gynäkologie und Geburtshilfe in Polen und Tschechien
- Lifetime achievement award der International Urogynecologic Association (IUGA) (2011)
- Ehrendoktor der Nationalen und Kapodistrias-Universität Athen

## Schriften
- mit Gerd Stranz: Tipps und Tricks für den Frauenarzt. Springer, Heidelberg 2007, ISBN 978-3-540-36853-3
- mit Joachim Wilhelm Thüroff: Die weibliche Harninkontinenz. Springer, 2004, ISBN 978-3540413141

## Herausgeber
- Gynäkologische Urologie: Aspekte der interdisziplinären Diagnostik und Therapie, mit einem Geleitwort von Volker Friedberg und Rudolf Hohenfellner. Thieme, Stuttgart 1983, ISBN 978-3-13-639101-3.
- mit Heinz Kölbl: Gynäkologische Urologie: interdisziplinäre Diagnostik und Therapie, 4. Auflage, Springer Verlag, Heidelberg 2013.
- mit Willibald Pschyrembel und Günther Strauss: Praktische Gynäkologie, 5. Auflage, Walter de Gruyter (Verlag) 1992, ISBN 978-3-11-084488-7.